# Vimmerby kommun Förvaltnings AB
Vimmerby kommun Förvaltnings AB är ett svenskt förvaltningsbolag som agerar moderbolag för de verksamheter som Vimmerby kommun har valt att driva i aktiebolagsform. Bolaget ägs helt av kommunen.

## Bolag
Källa: 
- Vimarhem Aktiebolag
- Vimmerby Energi & Miljö AB
  - Vimmerby Energiförsäljning AB
  - Vimmerby Energi Nät AB
- Vimmerby Fibernät AB